# Феникс, Хоакин
Хоаки́н Рафаэ́ль Фе́никс (исп. Joaquin Rafael Phoenix, англ. Joaquin Raphael Phoenix, МФА: [hwɑːˈkiːn ˈfiːnɪks]; род. 28 октября 1974, Сан-Хуан, Пуэрто-Рико) — американский актёр. Младший брат актёра Ривера Феникса и брат актрисы Саммер Феникс.
Двукратный лауреат премии «Золотой глобус», призёр Каннского кинофестиваля и обладатель Кубка Вольпи Венецианского кинофестиваля, лауреат музыкальной премии «Грэмми», обладатель премий «Оскар», BAFTA и Американской Гильдии киноактёров.
В 2020 году газета The New York Times провозгласила Феникса одним из величайших актёров XXI века.
Всемирную известность Фениксу принесла роль римского императора Коммода в фильме «Гладиатор». В дальнейшем он получил признание кинокритиков за роли Джонни Кэша в биографической картине Джеймса Мэнголда «Переступить черту» и Фредди Куэлла в драме Пола Томаса Андерсона «Мастер». Также известен по фильмам «Перо маркиза де Сада», «Знаки», «Отель „Руанда“», «Таинственный лес», «Она», «Врождённый порок». Главная роль в психологическом триллере «Джокер» принесла Фениксу премии «Оскар», «Золотой глобус», BAFTA и Гильдии киноактёров США в номинации «Лучший актёр».

## Биография
Родился 28 октября 1974 года в Пуэрто-Рико. Мать, Арлин Шэрон Феникс (Arlyn Phoenix, урождённая Дунец, род. 1944), происходила из семьи осевших в Бронксе еврейских иммигрантов из Венгрии и России; его отец из испано-ирландской семьи, Джон Ли Боттом (англ. John Lee Bottom), был уроженцем Калифорнии. Его родители были членами секты «Дети Бога» и занимались миссионерской деятельностью, путешествуя по Южной Америке.
В 1978 году родители вышли из секты и перебрались во Флориду, сменив фамилию на Феникс. Мать Хоакина устроилась на работу в NBC в отдел кастинга, а отец основал компанию по ландшафтному садоводству. Благодаря знакомству Арлин с агентом по подбору талантов, дети начали сниматься в рекламе и телесериалах. В семье Джона Ли и Арлин Феникс было пятеро детей. Это сыновья Ривер (1970—1993) и Хоакин, дочери Либерти, Рейн и Саммер.
Первую телевизионную роль Феникс сыграл в 1982 году в драмеди «Семь невест для семи братьев» вместе со старшим братом Ривером Фениксом, который умер от передозировки наркотиков в 23 года. После смерти Ривера Хоакин сказал: «У меня нет ни малейшего желания говорить о покойном брате. Мне не нравится, когда меня сравнивают с ним. Он был невероятным человеком и великим актёром. Когда-то мы договорились с ним о том, что будем стареть вместе, но теперь я один, и кажется, больше всего на свете мне нужно поговорить с ним снова».

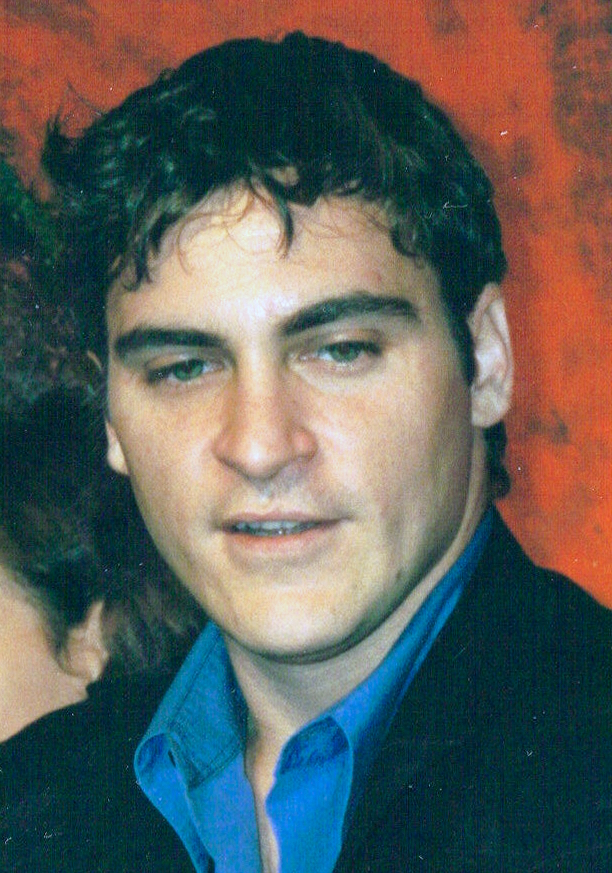
Феникс в 2000 году

Затем Хоакин Феникс снимался в эпизодических ролях в телевизионных сериалах «Она написала убийство» (1984) и «Падающий человек» (1984). В 1986 году он сыграл в приключенческом фильме «Пикник в космосе». В 1987 году Феникс сыграл в драме «Русские». В 1989 году Феникс снялся в роли Гарри, замкнутого подростка-племянника персонажа Стива Мартина в комедийно-драматическом фильме Рона Говарда «Родители». Фильм имел кассовый успех, собрав в мировом прокате 126 миллионов долларов при бюджете в 20 миллионов долларов . Критики высоко оценили фильм, а рецензенты IndieWire отметили актёрский состав. За свою роль Феникс получил номинацию на премию Молодой актёр.
Затем Феникс решил сделать перерыв в актёрской деятельности и отправился в Мексику со своим отцом, изучая испанский язык. Когда он вернулся в Штаты, его брат Ривер Феникс предложил ему снова сменить имя на Хоакин и призвал его вернуться в киноиндустрию. 31 октября 1993 года Ривер умер от передозировки наркотиков возле клуба Viper Room в Западном Голливуде. Феникс, который сопровождал своего брата и старшую сестру Рейн в клуб, позвонил в 911, чтобы спасти умирающего брата. После смерти телефонный звонок неоднократно транслировался в теле и радиопередачах. Семья уехала в Коста-Рику, чтобы избежать пристального внимания средств массовой информации, поскольку это событие стало изображаться как поучительная история о молодом Голливуде, окруженном мифологией и заговором.
В 1995 году он появляется в фильме «За что стоит умереть». Партнёрами Феникса по фильму были Николь Кидман, Мэтт Диллон, Кейси Аффлек. В 1997 году Феникс сыграл в фильме Оливера Стоуна Поворот и в мелодраме «Выдуманная жизнь Эбботов». Фильмы были отмечены в основном смешанными и отрицательными отзывами и ни один из них не показал хороших результатов в прокате. В следующем году Феникс снялся в «Мишенях» в роли молодого человека, который дружит с серийным убийцей. Фильм был выпущен со скромными кассовыми сборами и не был хорошо принят критиками. В своем следующем фильме «8 миллиметров» Феникс снялся в роли сотрудника магазина видео для взрослых, который помогает Тому Уэллсу расследовать преступный мир незаконной порнографии. Фильм получил кассовый успех, собрав в мировом прокате 96 миллионов долларов, но нашел мало поклонников среди критиков.

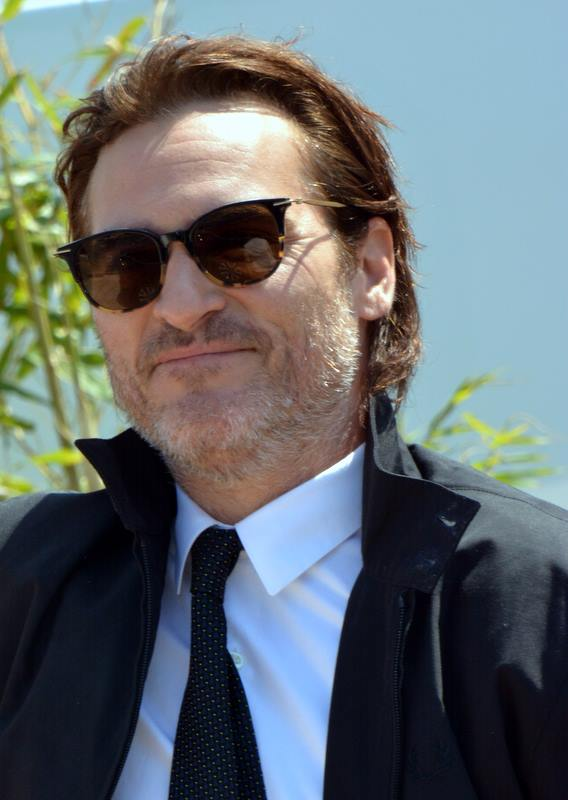
Феникс на Каннском фестивале в 2017 году

В 2000 году Феникс снялся в трех фильмах: «Гладиатор», который получил положительные отзывы и собрал 457 миллионов долларов по всему миру, что сделало его вторым самым кассовым фильмом 2000 года, а Фениксу роль принесла номинации на кинопремии Оскар, Золотой глобус и BAFTA. Так же были удачны фильмы «Ярды» и «Перо маркиза де Сада».
В конце октября 2008 года Хоакин объявил о своём уходе из кинематографа, чтобы «целиком посвятить себя музыкальному поприщу». Впоследствии выяснилось, что заявление являлось частью псевдодокументального фильма «Я всё ещё здесь», снятого Кейси Аффлеком, который к тому же является мужем его сестры Саммер.
Осенью 2019 года в прокат вышел психологический триллер «Джокер», который стал одним из лучших фильмов 2019 года. «Знаете, я бы никогда не подумал, что это роль моей мечты. Но теперь, если честно, я не могу перестать о ней думать», — заявил Феникс.
В 2020 году актёр получил премию «Оскар» в категории «Лучший актёр» за исполнение роли Артура Флека в фильме «Джокер» Тодда Филлипса.
В 2023 году вышел фильм американского режиссёра Ари Астера «Все страхи Бо» с Хоакином Фениксом в главной роли. Герой Феникса Бо Вассерман сталкивается со своими самыми большими страхами. В том же году Феникс получил главную роль в ещё одном фильме Астера — «Эддингтон».

## Личная жизнь
С 1995 по 1998 год состоял в отношениях с актрисой Лив Тайлер. Они остаются близкими друзьями, Тайлер считает Феникса и его сестер своей семьёй. С 2001 по 2005 год у него были романтические отношения с южноафриканской моделью Топаз Пейдж-Грин. В настоящее время Феникс входит в совет директоров Фонда Ланчбоксов, некоммерческой организации, которая ежедневно обеспечивает питанием учащихся городских школ в Соуэто, Южная Африка, основанной Пейдж-Грин.
В 2012 году он познакомился с актрисой Руни Мара, четыре года спустя у них начались отношения. После трёх лет отношений пара заключила помолвку в июле 2019 года. В сентябре 2020 года стало известно, что у пары родился сын, которого назвали Ривер — в честь покойного брата Феникса. В феврале  2024 года стало известно, что пара ждет второго ребенка. Они проживают на Голливудских холмах. Феникс описал свою семейную жизнь как простую. Ему нравится медитировать, смотреть документальные фильмы, читать сценарии и заниматься каратэ. Имеет черный пояс по каратэ.
В 2003 году принял участие в создании документального фильма о жестокости к животным «Земляне», в котором помимо него приняло участие множество других веганов. Хоакин Феникс говорит о фильме так: «Из всех фильмов, над которыми я работал, об этом говорят больше всего», «Каждый, кто видел „Землян“, рассказывает о нём ещё троим». За участие в этом фильме Хоакин Феникс был награждён премией Humanitarian Award на кинофестивале в Сан-Диего.
Хоакин Феникс является членом организаций «В защиту животных» и «Люди за этичное обращение с животными».
Хоакин Феникс говорит, что из музыки предпочитает The Beatles, Майлза Дэвиса и Фрэнка Синатру.

## Фильмография
| Год  |     | Русское название                | Оригинальное название                 | Роль                     |
| ---- | --- | ------------------------------- | ------------------------------------- | ------------------------ |
| 1986 | ф   | Пикник в космосе                | SpaceCamp                             | Макс Грэм                |
| 1987 | ф   | Русские                         | Russkies                              | Дэнни                    |
| 1989 | ф   | Родители                        | Parenthood                            | Гарри Бакмен-Лампкин     |
| 1995 | ф   | За что стоит умереть            | To Die For                            | Джимми Эмметт            |
| 1997 | ф   | Выдуманная жизнь Эбботов        | Inventing the Abbotts                 | Даг Холт                 |
| 1997 | ф   | Поворот                         | U Turn                                | Тоби Н. Такер (Динамит)  |
| 1998 | ф   | Форс-мажор                      | Return to Paradise                    | Льюис МакБрайд           |
| 1998 | ф   | Мишени                          | Clay Pigeons                          | Клэй Бидвелл             |
| 1999 | ф   | 8 миллиметров                   | 8MM                                   | Макс Калифорния          |
| 2000 | ф   | Перо маркиза де Сада            | Quills                                | Аббат дю Кольмьер        |
| 2000 | ф   | Гладиатор                       | Gladiator                             | римский император Коммод |
| 2000 | ф   | Ярды                            | The Yards                             | Вилли Гутьеррес          |
| 2001 | ф   | Солдаты Буффало                 | Buffalo Soldiers                      | Рэй Элвуд                |
| 2002 | ф   | Знаки                           | Signs                                 | Меррилл Хесс             |
| 2003 | ф   | Всё о любви                     | It's All About Love                   | Джон Марчевский          |
| 2003 | мф  | Братец медвежонок               | Brother Bear                          | Кенай                    |
| 2004 | ф   | Команда 49: Огненная лестница   | Ladder 49                             | Джек Мориссон            |
| 2004 | ф   | Отель «Руанда»                  | Hotel Rwanda                          | журналист Джек Далглиш   |
| 2004 | ф   | Таинственный лес                | The Village                           | Люций Хант               |
| 2005 | док | Земляне                         | Earthlings                            | озвучивание              |
| 2005 | ф   | Переступить черту               | Walk The Line                         | Джонни Кэш               |
| 2007 | ф   | Запретная дорога                | Reservation Road                      | Итан Лирнер              |
| 2007 | ф   | Хозяева ночи                    | We Own The Night                      | Бобби Грин               |
| 2008 | ф   | Любовники                       | Two Lovers                            | Леонард Крэдайтор        |
| 2010 | ф   | Я всё ещё здесь                 | I’m Still Here                        | играет самого себя       |
| 2012 | ф   | Мастер                          | The Master                            | Фредди Куэлл             |
| 2013 | ф   | Роковая страсть                 | The Immigrant                         | Бруно Вейс               |
| 2013 | ф   | Она                             | Her                                   | Теодор Туомбли           |
| 2014 | ф   | Врождённый порок                | Inherent Vice                         | Ларри «Док» Спортелло    |
| 2015 | ф   | Иррациональный человек          | Irrational Man                        | Эйб Лукас                |
| 2015 | док | Единство                        | Unity                                 | озвучивание              |
| 2017 | ф   | Мария Магдалина                 | Mary Magdalene                        | Иисус Христос            |
| 2017 | ф   | Тебя никогда здесь не было      | You Were Never Really Here            | Джо                      |
| 2018 | ф   | Не волнуйся, он далеко не уйдёт | Don't Worry, He Won't Get Far on Foot | Джон Каллахан            |
| 2018 | ф   | Братья Систерс                  | The Sisters Brothers                  | Чарли Систерс            |
| 2018 | док | Доминион                        | Dominion                              | озвучивание              |
| 2019 | ф   | Джокер                          | Joker                                 | Артур Флек / Джокер      |
| 2021 | ф   | Камон Камон                     | C'mon C'mon                           | Джонни                   |
| 2023 | ф   | Все страхи Бо                   | Beau Is Afraid                        | Бо Вассерман             |
| 2023 | ф   | Наполеон                        | Napoleon                              | Наполеон I               |
| 2024 | ф   | Джокер: Безумие на двоих        | Joker: Folie à Deux                   | Артур Флек / Джокер      |
| 2025 | ф   | Эддингтон                       | Eddington                             | Джо                      |
| 2025 | ф   | Полярис                         | Polaris                               | ТВА                      |

## Награды и номинации
| Год            | Награда                             | Категория                                 | Результат | Фильм                      |
| -------------- | ----------------------------------- | ----------------------------------------- | --------- | -------------------------- |
| 2000           | Национальный совет кинокритиков США | Лучшая мужская роль второго плана         | Победа    | Гладиатор                  |
| 2001           | Оскар                               | Лучшая мужская роль второго плана         | Номинация | Гладиатор                  |
| 2001           | Золотой глобус                      | Лучшая мужская роль второго плана         | Номинация | Гладиатор                  |
| 2001           | Выбор критиков                      | Лучшая мужская роль второго плана         | Победа    | Гладиатор                  |
| 2001           | Спутник                             | Лучшая мужская роль второго плана — драма | Номинация | Гладиатор                  |
| 2001           | BAFTA                               | Лучшая мужская роль второго плана         | Номинация | Гладиатор                  |
| 2001           | Премия Гильдии киноактёров США      | Лучшая мужская роль второго плана         | Номинация | Гладиатор                  |
| 2001           | Премия Гильдии киноактёров США      | Лучший актёрский состав                   | Номинация | Гладиатор                  |
| 2001           | MTV Movie Awards                    | Лучший злодей                             | Номинация | Гладиатор                  |
| 2001           | MTV Movie Awards                    | Лучшая реплика                            | Номинация | Гладиатор                  |
| 2005           | Премия Гильдии киноактёров США      | Лучший актёрский состав                   | Номинация | Отель «Руанда»             |
| 2005           | Голливудский кинофестиваль          | Лучшая мужская роль                       | Победа    | Переступить черту          |
| 2005           | Спутник                             | Лучшая мужская роль — комедия или мюзикл  | Номинация | Переступить черту          |
| 2006           | Оскар                               | Лучшая мужская роль                       | Номинация | Переступить черту          |
| 2006           | Золотой глобус                      | Лучшая мужская роль — комедия или мюзикл  | Победа    | Переступить черту          |
| 2006           | Выбор критиков                      | Лучшая мужская роль                       | Номинация | Переступить черту          |
| 2006           | BAFTA                               | Лучшая мужская роль                       | Номинация | Переступить черту          |
| 2006           | Премия Гильдии киноактёров США      | Лучшая мужская роль                       | Номинация | Переступить черту          |
| 2006           | MTV Movie Awards                    | Лучшая мужская роль                       | Номинация | Переступить черту          |
| 2007           | Грэмми                              | Лучший саундтрек к фильму                 | Победа    | Переступить черту          |
| 2012           | Венецианский кинофестиваль          | Кубок Вольпи за лучшую мужскую роль       | Победа    | Мастер                     |
| 2012           | Спутник                             | Лучшая мужская роль                       | Номинация | Мастер                     |
| 2013           | Оскар                               | Лучшая мужская роль                       | Номинация | Мастер                     |
| Золотой глобус | Лучшая мужская роль — драма         | Номинация                                 |           | Мастер                     |
| Выбор критиков | Лучшая мужская роль                 | Номинация                                 |           | Мастер                     |
| BAFTA          | Лучшая мужская роль                 | Номинация                                 |           | Мастер                     |
| 2014           | Золотой глобус                      | Лучшая мужская роль — комедия или мюзикл  | Номинация | Она                        |
| 2014           | Сатурн                              | Лучшая мужская роль                       | Номинация | Она                        |
| 2015           | Золотой глобус                      | Лучшая мужская роль — комедия или мюзикл  | Номинация | Врождённый порок           |
| 2015           | Независимый дух                     | Премия имени Роберта Олтмена              | Победа    | Врождённый порок           |
| 2017           | Каннский кинофестиваль              | Лучшая мужская роль                       | Победа    | Тебя никогда здесь не было |
| 2019           | Независимый дух                     | Лучшая мужская роль                       | Номинация | Тебя никогда здесь не было |
| 2019           | Спутник                             | Лучшая мужская роль — драма               | Номинация | Джокер                     |
| 2020           | Оскар                               | Лучшая мужская роль                       | Победа    | Джокер                     |
| 2020           | Золотой глобус                      | Лучшая мужская роль — драма               | Победа    | Джокер                     |
| 2020           | Выбор критиков                      | Лучшая мужская роль                       | Победа    | Джокер                     |
| 2020           | BAFTA                               | Лучшая мужская роль                       | Победа    | Джокер                     |
| 2020           | Премия Гильдии киноактёров США      | Лучшая мужская роль                       | Победа    | Джокер                     |